# Mílosz
Mílosz vagy Mélosz (görög írással  Μήλος) sziget az Égei-tengerben, Görögország területén. A Kükládok szigetcsoport
tagja. Állandó lakossága kb. 5000 fő.
Száraz, vulkanikus sziget, hévforrásokkal. A sziget kikötője, Adamisz 4 km-re van a legnagyobb várostól, az antik Mélosz helyén épült Plákától. Ez utóbbinak egy 13. századi temploma és egy velencei kastélya van. A település dombjának oldalában egy kis római színház maradványai is láthatók.
Tripiti közelében ókeresztény katakombák állnak.
A sziget az ókorban híres volt obszidián-kincséről, amelyet még Egyiptomba is exportáltak.
Itt, a tengerben találták meg 1820-ban azt a görög szobrot, amelyet Méloszi Aphrodité néven ismerünk.

## Közigazgatási beosztás
| Önkormányzat     | Görög név                          | Adminisztratív kód | Terület (km²) | Lakosság 2001-ben | Lakosság 2011-ben | Falvak és apró szigetek |
| ---------------- | ---------------------------------- | ------------------ | ------------- | ----------------- | ----------------- | --- |
| Milos            | Τοπική Κοινότητα Μήλου             | 65010001           | 89,5          | 0919              | 0819              | Milos, Akanthi, Ananes, Andimilos, Areti, Embourios, Kipos, Xylokeratia, Paximadia, Provatas, Palaki Chalakos, Fourkovouni, Fyropotamos, Psathadika |
| Adamas           | Δημοτική Κοινότητα Αδάμαντος       | 65010002           | 03,7          | 1391              | 1347              | Adamas |
| Triovasalos      | Δημοτική Κοινότητα Τριοβασάλου     | 65010003           | 18,4          | 1029              | 1240              | Triovasalos, Agii Anargyri, Agios Gerasimos, Apollonia, Voudia, Glaronisia, Kaminia, Mandrakia, Mytikas, Pachena, Pilonisi, Fylakopi                |
| Pera Triovasalos | Τοπική Κοινότητα Πέραν Τριοβασάλου | 65010004           | 13,6          | 0644              | 0698              | Pera Triovasalos, Katsaronas, Komia |
| Trypiti          | Τοπική Κοινότητα Τρυπητής          | 65010005           | 34,9          | 0788              | 0873              | Trypiti, Agia Kyriaki, Zefyria, Kanava, Klima, Paliochori, Schinopi                                                                                 |
| Összesen         | Összesen                           | 6501               | 160,15        | 4771              | 4977              | |

## Fordítás
Ez a szócikk részben vagy egészben  a   Milos című német Wikipédia-szócikk fordításán alapul.  Az eredeti cikk szerkesztőit annak laptörténete sorolja fel. Ez a jelzés csupán a megfogalmazás eredetét és a szerzői jogokat jelzi, nem szolgál a cikkben szereplő információk forrásmegjelöléseként.